# ペドロ・ロドリゲス・レデスマ
ペドロ・エリエセル・ロドリゲス・レデスマ（Pedro Eliezer Rodríguez Ledesma、1987年7月28日 - ）は、スペイン・サンタ・クルス・デ・テネリフェ出身のサッカー選手。セリエA・ラツィオ所属。元スペイン代表。ポジションはフォワード。
バルセロナ下部組織時代の登録名はペドリートであり、トップチーム昇格後にペドロに変更した。
6度のリーグ制覇、3度のUEFAチャンピオンズリーグ制覇、2度のFIFAクラブワールドカップ制覇、3度のUEFAスーパーカップ制覇、3度の国内カップ戦制覇の他、スペイン代表の2010 FIFAワールドカップやUEFA EURO 2012の優勝メンバーでもある。
2019年5月30日、UEFAヨーロッパリーグを制覇したため、同選手が獲得し得る現在のサッカー競技における主要国際大会(FIFAワールドカップ、UEFA欧州選手権、UEFAチャンピオンズリーグ、UEFAヨーロッパリーグ、UEFAスーパーカップ、FIFAクラブワールドカップ)のタイトルを全て獲得した唯一の選手となった。

## クラブ歴

### プロデビュー前
カナリア諸島のテネリフェ島にあるサンタ・クルス・デ・テネリフェ出身であるが、幼少時代から熱狂的なFCバルセロナのファンであった。セグンダ・ディビシオンB（3部）のCDラキ・サン・イシドロでプレーしていた16歳の時にFCバルセロナの下部組織（ラ・マシア）に加入した。リオネル・メッシと同い年だが、メッシは飛び級により上位チームでプレーしていたため、同じチームでプレーしたことはない。
2006-07シーズンはFCバルセロナCに所属していたが、FCバルセロナBがテルセーラ・ディビシオン（4部）へ降格することが決まったため、その煽りを受けてFCバルセロナCは消滅し、所属選手の多くは移籍先を探すこととなった。彼自身もラシン・クラブ・ポルトゥエンセにレンタル移籍することが決まりかけていたが、2007-08シーズンからFCバルセロナBの指揮をとることになったジョゼップ・グアルディオラの希望により、FCバルセロナBへの昇格が決まった。同シーズンはテルセーラ・ディビシオンで37試合に出場して7得点し、チームのセグンダ・ディビシオンB昇格を助けた。

### FCバルセロナ

#### 2007-08シーズン
2008年1月12日、レアル・ムルシア戦 (4-0) の試合終了間際に出場してトップチームデビューした。しかし、トップチームの右ウイングにはリオネル・メッシが君臨していたため、わずかな出場時間にとどまった。

#### 2008-09シーズン
2008年夏のプレシーズンマッチで質の高いプレーを披露し、ハイバーニアンFCとニューヨーク・レッドブルズとの親善試合で得点を決めた。8月13日、UEFAチャンピオンズリーグ予選3回戦ヴィスワ・クラクフ戦 (4-0) で先発出場し、ヤヤ・トゥーレと途中交代するまでプレーした。アル・アハリとの親善試合での活躍が決定打となり、8月21日にトップチームとプロ契約を結んだ。下部組織時代に着用していた背番号7を好んでいるが、トップチーム昇格時は既にエイドゥル・グジョンセンが着用していたため、背番号17を選んだ。グジョンセンは2008-09シーズン終了後にASモナコへ移籍したが、空き番となった7は2010年にバレンシアCFから加入したダビド・ビジャに渡された。9月16日、スポルティングCP戦 (3-1) でティエリ・アンリとの途中交代でUEFAチャンピオンズリーグのグループリーグ初出場を果たした。FCバルセロナが3冠を獲得した2008-09シーズンは通算14試合に出場した。リーグ戦ではヘタフェCF戦 (1-1)、バレンシアCF戦 (4-0)、レアル・バリャドリード戦 (1-0)、すでに戴冠を決めた後のCAオサスナ戦 (0-1)に計365分間出場した。同シーズンのコパ・デル・レイではベニドルムCF戦 (1-0)とアトレティコ・マドリード戦 (3-1) に、いずれもメッシとの交代で途中出場した。UEFAチャンピオンズリーグ決勝のマンチェスター・ユナイテッドFC戦 (2-0) ではアンドレス・イニエスタとの交代で試合終了前の数分間だけプレーした。

#### 2009-10シーズン
8月16日、スーペルコパ・デ・エスパーニャのアスレティック・ビルバオ戦 (2-1) では、67分にシャビ・エルナンデスのアシストから公式戦初得点を決め、タイトル獲得に貢献した。スーペルコパの数日後に2014年までの契約延長に合意し、違約金は6000万ポンドに設定された 。UEFAスーパーカップのFCシャフタール・ドネツク戦 (1-0) では80分にズラタン・イブラヒモビッチとの交代で試合に出場し、延長戦で決勝点を決めた。9月28日、UEFAチャンピオンズリーググループリーグのFCディナモ・キーウ戦 (2-0) のハーフタイムにアンドレス・イニエスタとの交代で出場し、その後同大会初得点を決めた。ペドロはこの後も好調を続け、10月3日のUDアルメリア戦 (1-0) では決勝点を決め、10月28日のコパ・デル・レイ、ベスト32のCDレオネサ戦 (2-0) では2試合で3得点を決めた。レギュラーの地位を不動のものとしたペドロは、11月7日のRCDマジョルカ戦 (4-2) でも2得点し、11月24日にはUEFAチャンピオンズリーグのインテル戦でもチームの2点のうち1点を決めた。12月にはFIFAクラブワールドカップに出場し、準決勝のアトランテFC戦 (3-1) で決めた得点は大会通算100得点となる節目の得点であった。2009年には国内の3大会（リーガ・エスパニョーラ、コパ・デル・レイ、スーペルコパ・デ・エスパーニャ）と国外の2大会（UEFAチャンピオンズリーグ、UEFAスーパーカップ）でも得点しており、1シーズンの間に6大会でゴールを決めた初めての選手となった。決勝ではエストゥディアンテス・デ・ラ・プラタに勝利して優勝し、Goal.comが選出するワールド・プレーヤー・オブ・ザ・ウィークに選ばれた。2010年にクラブが出場した6大会すべてで得点を挙げ、全公式戦で13ゴールを奪った。
2010年1月10日には故郷のクラブであるCDテネリフェと対戦 (5-0) し、76分に途中出場して相手GKエセキエル・ルナのオウンゴールを誘った。相手チームに敬意を払い、ゴールパフォーマンスは行わなかった。4月10日にはレアル・マドリードとのエル・クラシコ (2-0) に初出場し、チームの2点目を決めた。4月14日のデポルティーボ・ラ・コルーニャ戦 (3-0) では、相手GKダニエル・アランスビアのクリアボールを拾い、40ヤードの距離から左足でロングシュートを決めた。UEFAチャンピオンズリーグ準決勝ではインテルと対戦し、結果的に敗退することになったが、サン・シーロで行われたファーストレグ (1-3) で得点した。リーグ戦ではシーズン終盤までレアル・マドリードと激しい優勝争いを繰り広げたが、ペドロは36節のCDテネリフェ戦 (4-1)、37節のセビージャFC戦 (4-1)、最終節のレアル・バリャドリード戦 (3-2)と3戦連続で得点し、優勝に花を添えた。2009-10シーズンは全コンペティションを通じて53試合に出場（このうち先発出場は31試合）し、23得点を挙げた。2010年6月9日、クラブとの5年間の契約延長に合意した。

#### 2010-11シーズン
ペドロは明確なレギュラーとして2010-11シーズンの開幕を迎えた。2010年11月29日、5-0と圧勝したレアル・マドリードとのエル・クラシコではチームの2点目を決めて首位を奪い返し、12月に行われたRCDエスパニョールとのバルセロナダービー (5-1) では2得点して大勝に一役買った。2011年4月20日、コパ・デル・レイ決勝のレアル・マドリード戦 (0-1) 後半にゴールネットを揺らしたが、オフサイドの反則があったとして得点は認められなかった。5月3日にはUEFAチャンピオンズリーグ準決勝2ndレグ (1-1) でも同じ相手と対戦し、イケル・カシージャス相手に得点した。同大会決勝ではマンチェスター・ユナイテッドFCと対戦 (3-1) し、先制点を決めて優勝に貢献した。

#### 2011-12シーズン
FIFAクラブワールドカップで骨折したダビド・ビジャが12月以降全試合を欠場するシーズンとなったものの、ペドロ自身も度重なる怪我でコンディションが上がらず、新加入のアレクシス・サンチェスや、Bチームからイサーク・クエンカ（シーズン途中にトップ登録）やクリスティアン・テージョの活躍が目立ち、レギュラーを掴んでいた過去2シーズンに比べ出場機会が減ってしまう。しかし、シーズン最終戦となったコパ・デル・レイ決勝では、開始早々の先制点を含む2ゴールをあげ、優勝に貢献した。

#### 2013-14シーズン
9月21日のラーヨ・バジェカーノ戦ではクラブでは公式戦初のハットトリックを達成した。

#### 2014-15シーズン
2014年9月21日、レバンテ戦でシーズン初ゴールを挙げた。ルイス・スアレスの加入により出場機会が減ってしまったが、2015年6月4日にはバルセロナとの契約期間を2019年6月まで延長することで合意したと公式発表した。契約解除条項は1億5000万ユーロに設定された。

#### 2015-16シーズン
マンチェスター・シティやマンチェスター・ユナイテッドへの移籍が噂がある中で、2015年8月11日に行われた2015 UEFAスーパーカップでは延長戦で決勝ゴールを記録した。バルセロナでリーガ・エスパニョーラ優勝5回、チャンピオンズリーグ優勝3回を含む20のタイトルを獲得した。

### チェルシーFC
契約延長したこともあってバルセロナに残留するかと思われていたが、2015年8月20日にイングランドのチェルシーFCへの移籍を公式サイトで発表した。移籍金は3000万ユーロ（約41億5000万円）で、その内300万ユーロ（約4億1000万円）はパフォーマンスによる出来高払いだと公表した。背番号は17番。リーグ戦第3節のウェスト・ブロムウィッチ戦で初先発して移籍後初得点を決めた。
2016-17シーズンより背番号を17番から11番に変更した。エデン・アザールと共に両ウイングのポジションを務め、2016年11月のトッテナム戦で、プレミアリーグの月間最優秀ゴールとなるゴールを決めた。
2018-19シーズンのUEFAヨーロッパリーグ決勝ではアーセナル相手に決勝ゴールを決め、4-1での勝利に貢献した。2019-20シーズンより就任したフランク・ランパード監督の下ではベンチやベンチ外が多く、ヴィッセル神戸からの関心が報じられるなど移籍の噂が取り沙汰された。チェルシーを退団することが確実となる中で迎えた、FAカップ決勝のアーセナル戦では途中出場したが、負傷し、チームも敗れた。同月8日付で契約満了に伴い退団が決定。自身のSNSで感謝の意を表明した。

### ASローマ
2020年8月25日、イタリアのASローマに3年契約で加入した。9月19日、エラス・ヴェローナ戦に先発出場し、ローマデビューを果たした。10月3日、ウディネーゼ戦で移籍後初ゴールを挙げ、勝利に貢献した。2020-21シーズンは公式戦40試合に出場し、6得点7アシストを記録した。しかし、2021-22シーズンから監督に就任したジョゼ・モウリーニョからは構想外とみなされ、プレシーズントレーニングから除外された。

### SSラツィオ
2021年8月19日、同じローマのライバルであるSSラツィオへの移籍した。チェルシーで指導を受けたマウリツィオ・サッリとの再会となる。背番号は9番。なお、トップチーム選手のローマとラツィオ間の移籍は36年間ぶりのことであり、それ以前は、GKアストゥティーロ・マルジョリオがローマからラツィオに移籍した1985年まで遡る。9月26日、前のシーズンまで所属していたASローマとのローマダービーで移籍後初ゴールを決めるなど、移籍1シーズン目は32試合で9ゴール決めた。

## 代表経歴

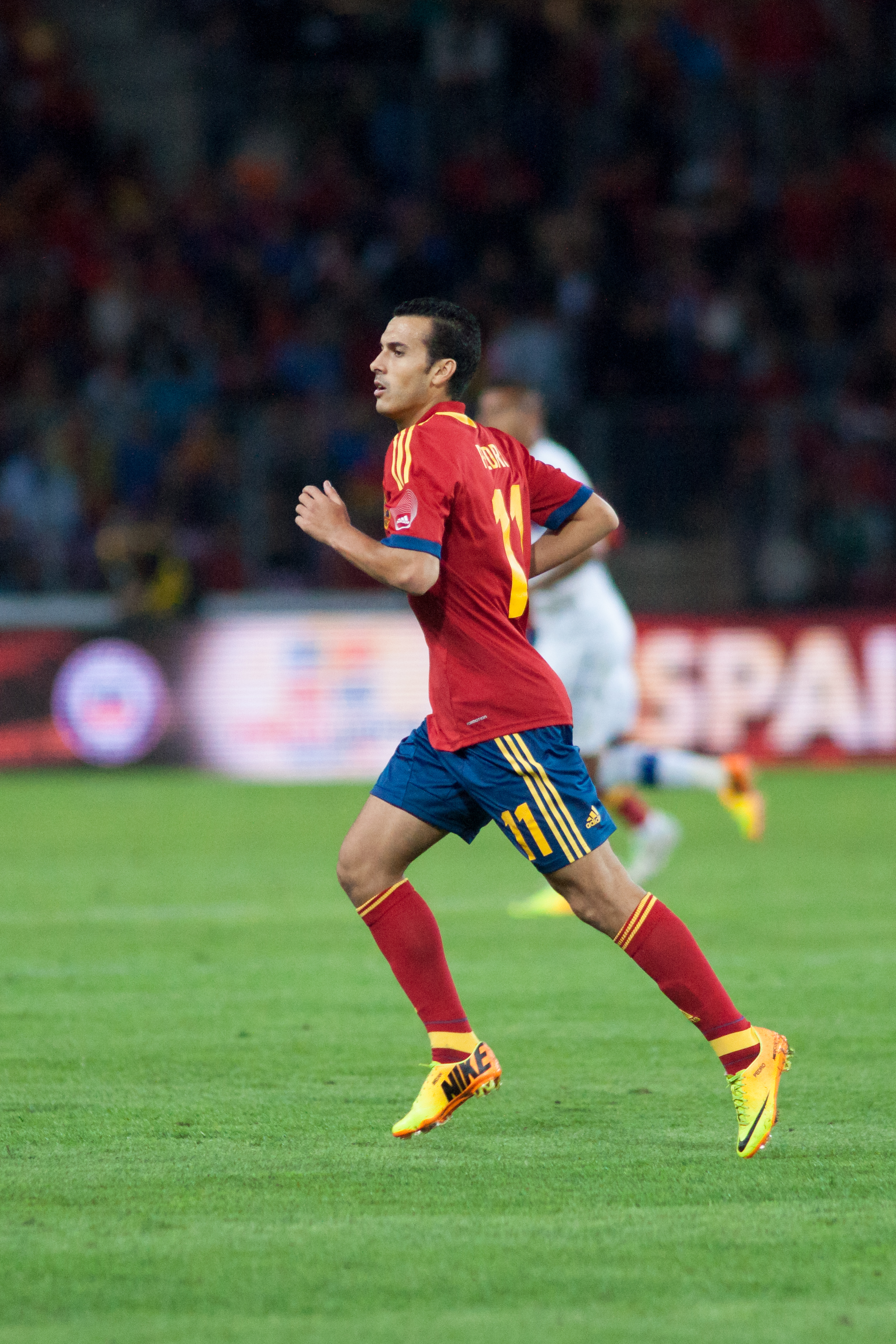
スペイン代表でプレーするペドロ
2013年9月10日、チリ戦

### 世代別代表
2008年にU-21スペイン代表に選出された。試合においてはフリーキックやコーナーキックのキッカーを任された。

### A代表
2010年5月20日、2010 FIFAワールドカップに向けた23人のスペイン代表メンバーに選出され、A代表初招集となった。大会前の5月29日、サウジアラビアとの親善試合 (3-2) で代表初出場を記録すると、直後の韓国戦 (1-0) にも58分から途中出場した。6月8日、大会前最後の親善試合となったポーランド戦 (6-0) で、フェルナンド・トーレスのアシストから代表初ゴールを挙げた。
2010 FIFAワールドカップ本大会では5試合（このうち3試合は終了間際の途中出場）に出場した。グループリーグでは初戦のスイス戦に途中出場しただけであったが、決勝トーナメントでは1回戦のポルトガル戦と準々決勝のパラグアイ戦に途中出場し、パラグアイ戦ではゴールポストを直撃するシュートを放ってダビド・ビジャの決勝点を演出した。準決勝のドイツ戦では不調のトーレスの代わりに初めて先発出場し、精力的な動きで相手DFフィリップ・ラームと対等に渡り合った。1-0とリードしていた82分にはフリーのトーレスを差し置いてシュートを試みたが、トニ・クロースにクリアされた。決勝のオランダ戦 (1-0) にも右サイドハーフとして先発出場し、60分でヘスス・ナバスと交代したが、チームは延長戦の末に勝利して初優勝を果たした。
2012年10月12日のW杯予選・ベラルーシ戦では代表では初となるハットトリックを達成するなど、全4得点に絡む活躍をみせた。
2014 FIFAワールドカップに出場する代表メンバーに選出された。グループリーグのオランダ戦、チリ戦でプレーしたが、グループリーグ敗退となった。
2016年のEUROではベンチメンバーであることに不満を漏らし物議を醸した。

## 人物
2013年4月、パートナーとの間に第一子となる男児が生まれた。

## 個人成績
2016-17シーズン終了時点
| シーズン       | クラブ         | ディビシオン   | 番号           | リーガ | リーガ | 国王杯 | 国王杯 | UEFA CL      | UEFA CL      | UEFA EL | UEFA EL | 国内スー ペル杯 | 国内スー ペル杯 | UEFAス ーペル杯 | UEFAス ーペル杯 | FIFA CWC | FIFA CWC | シーズン 通算 | シーズン 通算 |
| シーズン       | クラブ         | ディビシオン   | 番号           | 出場   | 得点   | 出場   | 得点   | 出場         | 得点         | 出場    | 得点    | 出場            | 得点            | 出場            | 得点            | 出場     | 得点     | 出場          | 得点          |
| -------------- | -------------- | -------------- | -------------- | ------ | ------ | ------ | ------ | ------------ | ------------ | ------- | ------- | --------------- | --------------- | --------------- | --------------- | -------- | -------- | ------------- | ------------- |
| 2005-06        | FCバルセロナC  | テルセーラ     |                |        |        |        |        |              |              |         |         |                 |                 |                 |                 |          |          |               |               |
| 2006-07        | FCバルセロナC  | テルセーラ     |                |        |        |        |        |              |              |         |         |                 |                 |                 |                 |          |          |               |               |
| 2006-07        | FCバルセロナC  | セグンダB      |                | 1      | 0      | -      | -      | -            | -            | -       | -       | -               | -               | -               | -               | -        | -        | 1             | 0             |
| 2007-08        | FCバルセロナB  | テルセーラ     |                | 37     | 7      | -      | -      | -            | -            | -       | -       | -               | -               | -               | -               | -        | -        | 37            | 7             |
| 2007-08        | FCバルセロナB  | プリメーラ     | 33             | 2      | 0      | 0      | 0      | -            | -            | -       | -       | -               | -               | -               | -               | -        | -        | 2             | 0             |
| 2008-09        | FCバルセロナB  | セグンダB      |                | 17     | 10     | -      | -      | -            | -            | -       | -       | -               | -               | -               | -               | -        | -        | 17            | 10            |
| 2008-09        | FCバルセロナB  | プリメーラ     | 27             | 6      | 0      | 3      | 0      | 5            | 0            | -       | -       | -               | -               | -               | -               | -        | -        | 14            | 0             |
| 2009-10        | FCバルセロナ   | プリメーラ     | 17             | 34     | 12     | 4      | 3      | 9            | 4            | -       | -       | 2               | 1               | 1               | 1               | 2        | 2        | 52            | 23            |
| 2010-11        | FCバルセロナ   | プリメーラ     | 17             | 33     | 13     | 7      | 4      | 13           | 5            | -       | -       | 1               | 0               | -               | -               | -        | -        | 53            | 22            |
| 2011-12        | FCバルセロナ   | プリメーラ     | 17             | 29     | 5      | 5      | 4      | 9            | 4            | -       | -       | 2               | 0               | 1               | 0               | 2        | 0        | 48            | 13            |
| 2012-13        | FCバルセロナ   | プリメーラ     | 17             | 28     | 7      | 5      | 1      | 10           | 1            | -       | -       | 2               | 1               | -               | -               | -        | -        | 45            | 10            |
| 2013-14        | FCバルセロナ   | プリメーラ     | 7              | 37     | 15     | 8      | 3      | 7            | 1            | -       | -       |                 |                 |                 |                 |          |          | 54            | 19            |
| 2014-15        | FCバルセロナ   | プリメーラ     | 7              | 35     | 6      | 6      | 5      | 9            | 1            | -       | -       | -               | -               | -               | -               | -        | -        | 50            | 11            |
| 2015-16        | FCバルセロナ   | プリメーラ     | 7              | 0      | 0      | 0      | 0      | 1            | 1            | -       | -       |                 |                 |                 |                 |          |          | 3             | 1             |
| プリメーラ通算 | プリメーラ通算 | プリメーラ通算 | プリメーラ通算 | 204    | 58     | 38     | 20     | 64           | 17           | -       | -       |                 |                 |                 |                 |          |          | 321           | 99            |
| シーズン       | クラブ         | ディビシオン   | 番号           | リーガ | リーガ | カップ | カップ | リーグカップ | リーグカップ | UEFA CL | UEFA CL | UEFA EL         | UEFA EL         | UEFAス ーペル杯 | UEFAス ーペル杯 | FIFA CWC | FIFA CWC | シーズン 通算 | シーズン 通算 |
| シーズン       | クラブ         | ディビシオン   | 番号           | 出場   | 得点   | 出場   | 得点   | 出場         | 得点         | 出場    | 得点    | 出場            | 得点            | 出場            | 得点            | 出場     | 得点     | 出場          | 得点          |
| 2015-16        | チェルシーFC   | プレミア       | 17             | 29     | 7      | 4      | 0      | 1            | 0            | 6       | 0       | -               | -               | -               | -               | -        | -        | 40            | 8             |
| 2016-17        | チェルシーFC   | プレミア       | 11             | 35     | 9      | 5      | 4      | 3            | 0            | -       | -       | -               | -               | -               | -               | -        | -        | 43            | 13            |
| プレミア通算   | プレミア通算   | プレミア通算   | プレミア通算   | 64     | 16     | 9      | 4      | 4            | 0            | 6       | 0       | 0               | 0               | 0               | 0               | 0        | 0        | 82            | 21            |
| 総通算         | 総通算         | 総通算         | 総通算         | 268    | 74     | 50     | 25     | 70           | 17           | 0       | 0       |                 |                 |                 |                 |          |          | 403           | 120           |

## 代表歴

### 出場大会
- スペイン代表
  - 2010 FIFAワールドカップ
  - 2014 FIFAワールドカップ

### 試合数
- 国際Aマッチ 65試合 17得点（2010年-2017年）[73]

| スペイン代表 | 国際Aマッチ | 国際Aマッチ |
| 年           | 出場        | 得点        |
| ------------ | ----------- | ----------- |
| 2010         | 11          | 1           |
| 2011         | 4           | 1           |
| 2012         | 8           | 7           |
| 2013         | 14          | 4           |
| 2014         | 11          | 3           |
| 2015         | 6           | 0           |
| 2016         | 6           | 1           |
| 2017         | 5           | 0           |
| 通算         | 65          | 17          |

### 得点
| #   | 日時           | 場所                 | 相手                     | スコア | 結果 | 大会                                    |
| --- | -------------- | -------------------- | ------------------------ | ------ | ---- | --------------------------------------- |
| 1.  | 2010年6月8日   | ムルシア             | ポーランド               | 6-0    | 6-0  | 親善試合                                |
| 2.  | 2011年6月7日   | プエルト・ラ・クルス | ベネズエラ               | 0-2    | 0-3  | 親善試合                                |
| 3.  | 2012年9月7日   | ポンテベドラ         | サウジアラビア           | 2-0    | 5-0  | 親善試合                                |
| 4.  | 2012年9月7日   | ポンテベドラ         | サウジアラビア           | 5-0    | 5-0  | 親善試合                                |
| 5.  | 2012年10月12日 | ミンスク             | ベラルーシ               | 0-2    | 0-4  | 2014 FIFAワールドカップ・ヨーロッパ予選 |
| 6.  | 2012年10月12日 | ミンスク             | ベラルーシ               | 0-3    | 0-4  | 2014 FIFAワールドカップ・ヨーロッパ予選 |
| 7.  | 2012年10月12日 | ミンスク             | ベラルーシ               | 0-4    | 0-4  | 2014 FIFAワールドカップ・ヨーロッパ予選 |
| 8.  | 2012年11月14日 | パナマ市             | パナマ                   | 0-1    | 1-5  | 親善試合                                |
| 9.  | 2012年11月14日 | パナマ市             | パナマ                   | 0-3    | 1-5  | 親善試合                                |
| 10. | 2013年2月6日   | ドーハ               | ウルグアイ               | 2-1    | 3-1  | 親善試合                                |
| 11. | 2013年2月6日   | ドーハ               | ウルグアイ               | 3-1    | 3-1  | 親善試合                                |
| 12. | 2013年3月26日  | サン＝ドニ           | フランス                 | 0-1    | 0-1  | 2014 FIFAワールドカップ・ヨーロッパ予選 |
| 13. | 2013年6月16日  | レシフェ             | ウルグアイ               | 1-0    | 2-1  | FIFAコンフェデレーションズカップ2013    |
| 14. | 2014年3月5日   | マドリード           | イタリア                 | 1-0    | 1-0  | 親善試合                                |
| 15. | 2014年9月8日   | バレンシア           | 北マケドニア             | 5-1    | 5-1  | UEFA EURO 2016予選                      |
| 16. | 2014年11月15日 | ウエルバ             | ベラルーシ               | 3-0    | 3-0  | UEFA EURO 2016予選                      |
| 17. | 2016年5月29日  | ザンクト・ガレン     | ボスニア・ヘルツェゴビナ | 3-1    | 3-1  | 親善試合                                |

## タイトル

### クラブ
FCバルセロナ
- FIFAクラブワールドカップ：2回 (2009, 2011)
- UEFAチャンピオンズリーグ：3回 (2008-09, 2010-11, 2014-15)
- UEFAスーパーカップ：3回 (2009, 2011, 2015)
- プリメーラ・ディビシオン：5回 (2008-09, 2009-10, 2010-11, 2012-13, 2014-15)
- コパ・デル・レイ：3回 (2008-09, 2011-12, 2014-15)
- スーペルコパ・デ・エスパーニャ：4回 (2009, 2010, 2011, 2013)

チェルシーFC
- プレミアリーグ：1回（2016-17）
- FAカップ：1回（2017-18）
- UEFAヨーロッパリーグ：1回（2018-19）

### 代表
スペイン代表
- FIFAワールドカップ (1) : 2010
- UEFA欧州選手権 (1) : 2012

### 個人
- UEFAヨーロッパリーグ優秀選手賞　2018-19